# Aleiphaquilon castaneum
Aleiphaquilon castaneum là một loài bọ cánh cứng trong họ Cerambycidae.